# タイガ駅
タイガ駅（たいがえき、ロシア語: Тайга）は、ロシア連邦ケメロヴォ州タイガ市に所在する鉄道駅。当駅でシベリア鉄道本線とトムスク支線が分岐している。

## 歴史
1898年開業。
シベリア鉄道が完成した当時、トムスク方面への支線が分岐するだけの無名の中間駅で、列車は通過していた。
その後、バイパスとしての鉄道線が建設され、タイガ市内にできたもうひとつの新しい駅はタイガII駅と呼ばれ、もとのタイガ駅はタイガI駅と呼ばれた。
しかしながら、1990年代後半のバイパス線の部分的な廃止の後、変わったタイガII駅は通過駅となり、再びタイガ駅と呼ばれた。　　

## 主な行き先

### エレクトリーチカ
ロシア鉄道
シベリア鉄道
上り（ノヴォシビルスク）方面
ユルガII駅 - 6181列車
ボロトナヤ駅 - 6279列車など
下り（マリインスク）方面
アンジェルスカヤ駅 -　6184列車
マリインスク駅 -　6284列車など
トムスク支線
トムスクI駅
トムスクII駅

### 長距離列車
ロシア鉄道
シベリア鉄道本線
上り（モスクワ）方面
ノヴォシビルスク駅 - 7列車
ヤロスラフスキー駅（モスクワ） - ロシア号（1列車）、エニセイ号、Томич号（37列車）、33列車、917列車、945列車
ラドガ駅（サンクトペテルブルク） - バイカル号（10列車）
チェリャビンスク方面
アナパ - 11列車・205列車
下り（ウラジオストク）方面 
クラスノヤルスク駅（クラスノヤルスク） -　エニセイ号
イルクーツク駅（イルクーツク） - バイカル号（10列車）
チタ - 12列車
ウラジオストク駅 - ロシア号（2列車）、8列車
バイカル・アムール鉄道直通
ティンダ - 235列車
その他の支線等直通
ウランバートル駅（モンゴル） - 6列車
ブラゴベシチェンスク - 350列車
トムスク支線
トムスクII駅 - Томич号（38列車）など

## 隣の駅
ロシア鉄道
シベリア鉄道本線
ヴォストーク号
通過
ロシア号、バイカル号、エニセイ号、5・6列車、7・8列車
ノヴォシビルスク駅 - タイガ駅 - マリインスク駅
Томич号（モスクワ方面）
ユルガ-I駅 - タイガ駅 - バサンダイカ駅（トムスク支線）
トムスク支線
Томич号（トムスク方面）
ヤシキノ駅（シベリア鉄道本線） - タイガ駅 - トムスクI駅
506列車
タイガ駅 - バサンダイカ駅
各駅停車
タイガ駅 - Западный Переезд 駅